# لانگمویر (مجله)
لانگمویر(به انگلیسی: Langmuir) مجله‌ای علمی با داوری همتا در زمینه علم سطح و شیمی کلوئیدها است که از سال ۱۹۸۵ میلادی توسط انجمن شیمی آمریکا به چاپ می‌رسد. عنوان این نشریه به افتخار شیمیدان مشهور آمریکایی و برنده جایزه نوبل شیمی، ایروینگ لانگمویر نامگذاری شده است.